# 宇都宮基綱
宇都宮 基綱（うつのみや もとつな、正平5年/観応元年（1350年） - 天授6年/康暦2年5月16日（1380年6月19日））は室町時代中期の武将で、下野国の宇都宮氏第11代当主。第10代当主宇都宮氏綱の子。弟に宇都宮氏広。妻は細川頼元の娘で、その間の子として第12代当主宇都宮満綱がいる。下野守。

## 生涯
父が仕えていた初代鎌倉公方足利基氏から偏諱を賜り、基綱と名乗る。しかし、のちに父は上野・越後両国の守護職をめぐる問題で基氏と対立、討伐を受けて職を剥奪された（1362年）。基氏の死後もその子・足利氏満（第2代鎌倉公方）と対立して反乱を起こすがその追討を受けて降伏（1368年）、子である基綱・氏広兄弟も含め、以後は氏満に臣従するようになる。それからまもない1370年に父が病没し、これを受けて家督を継いだ。
宇都宮氏は朝廷から代々下野国司の職を授かる身分であったが、武士から身を立て下野守護を務めていた小山氏が国内で勢力を拡大する動きを見せると、国司の立場からこれを牽制してきた。小山義政の代になり、小山氏が台頭する動きをするようになると、基綱は度々これを鎮圧した。しかし、後に義政が宮方と通じ謀反を起こしたとして氏満にその討伐を命じられ出陣したが、逆に裳原の戦いで義政に敗れ戦死した。享年31。これが小山義政の乱および、その後に弟の氏広が起こす栗原郡三迫の戦いの発端となる。